# جعيدير (المسيمير)

تعديل مصدري - تعديل

جعيدير هي إحدى قرى عزلة المسيمير بمديرية المسيمير التابعة لمحافظة لحج، بلغ تعداد سكانها 42 نسمة حسب تعداد اليمن لعام 2004.